# Lista de património religioso da Póvoa de Varzim
Esta é uma lista de património religioso do concelho da Póvoa de Varzim. As suas 14 paróquias integram-se no Arciprestado de Vila do Conde e Póvoa de Varzim, que compreende também as de Vila do Conde a norte do Rio Ave, pertencentes à Arquidiocese de Braga.
Em termos de veneração religiosa, na Igreja Paroquial de Balazar, estão depositados os restos mortais da Beata Alexandrina Maria da Costa (Santinha de Balazar); até ao século XVI, o corpo de São Pedro de Rates (o lendário primeiro bispo de Braga) esteve depositado na Igreja Românica.

## Aguçadoura(Nossa Senhora da Boa Viagem)
- Igreja Paroquial de Nossa Senhora da Boa Viagem da Aguçadoura
- Fachada da Antiga Igreja de Nossa Senhora da Boa Viagem da Aguçadoura
- Capela de Nossa Senhora de Fátima da Aguçadoura ou Capela Mortuária de Aguçadoura

## Amorim(Santiago)

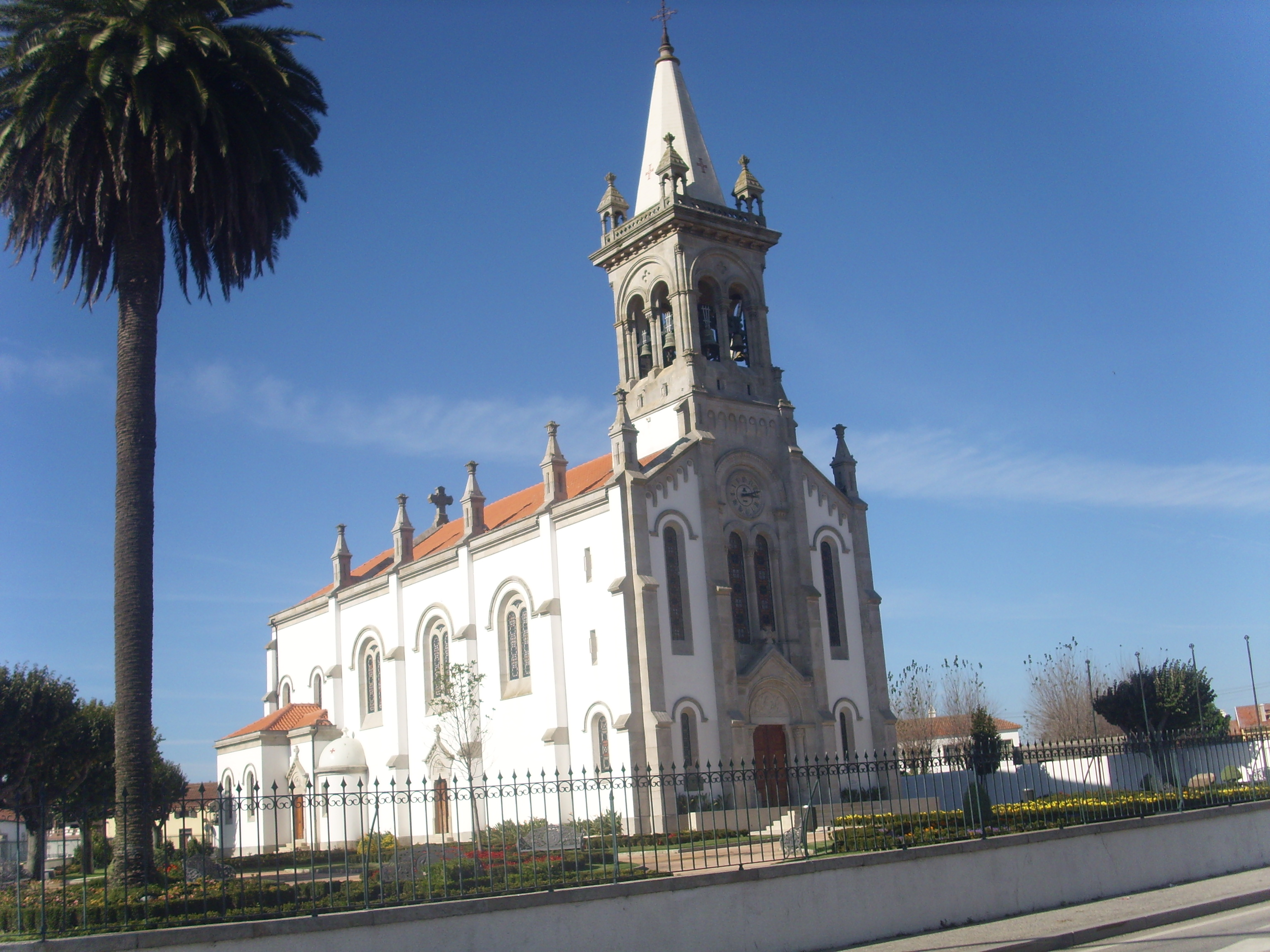
A Igreja Paroquial de Santiago de Amorim data de 1921.

- Igreja Paroquial de São Tiago de Amorim
- Igreja Velha de São Tiago de Amorim
- Capela de Santo António de Cadilhe de Amorim

## Argivai(São Miguel)
- Igreja Paroquial de São Miguel-o-Anjo de Argivai
- Capela de Nossa Senhora do Bom Sucesso de Argivai

## A Ver-o-Mar(Nossa Senhora das Neves)

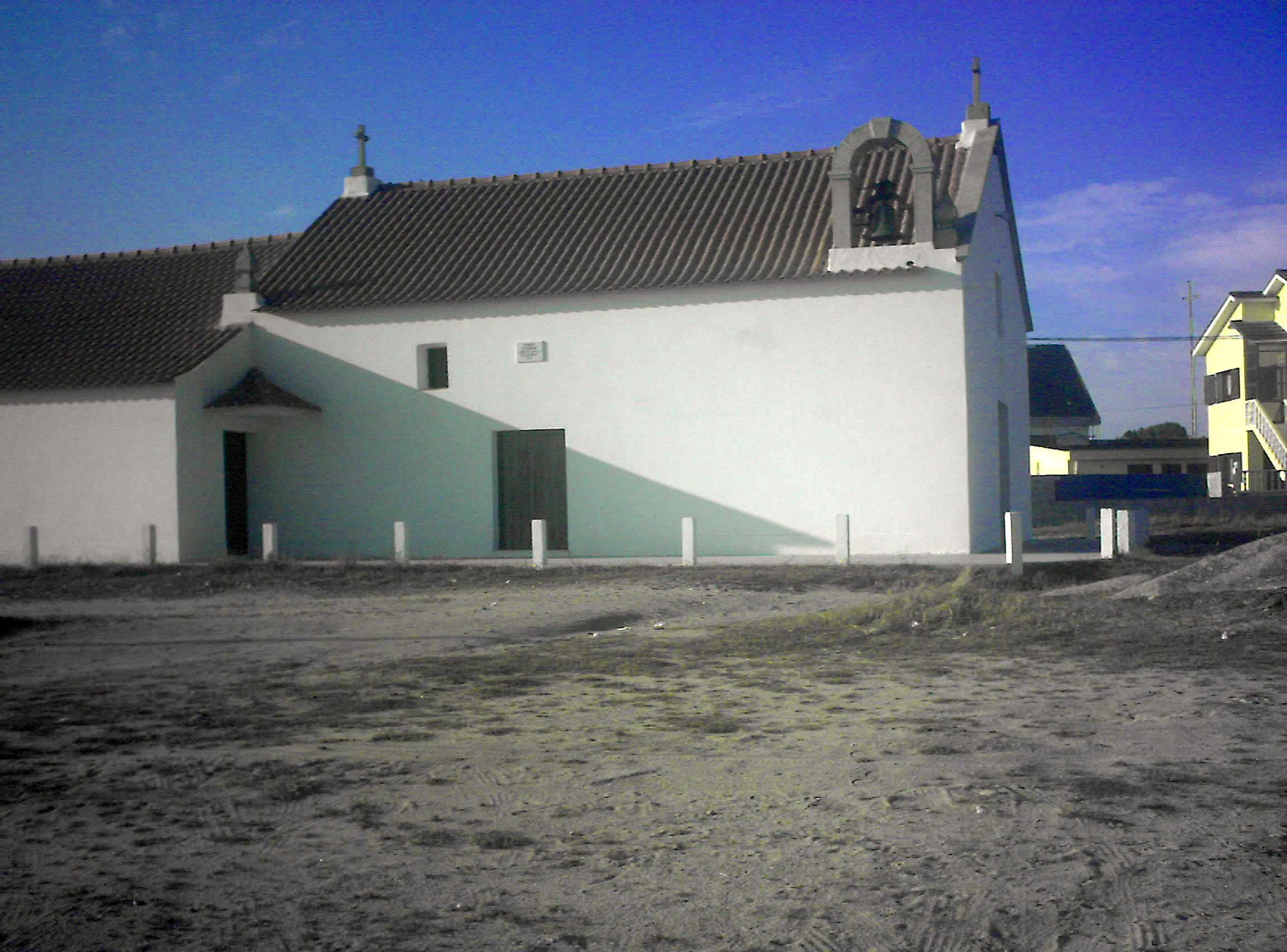
A Capela de Santo André foi fundada no século XVI.

- Igreja Paroquial de Nossa Senhora das Neves de A Ver-o-Mar
- Capela de Santo André de A Ver-o-Mar

## Bairro da Matriz(Nossa Senhora da Conceição)
- Igreja Matriz da Póvoa de Varzim (ou Igreja Paroquial de Nossa Senhora da Conceição da Póvoa de Varzim)
- Igreja da Misericórdia da Póvoa de Varzim
- Capela de Nossa Senhora das Dores da Póvoa de Varzim
- Basílica do Sagrado Coração de Jesus da Póvoa de Varzim
- Capela de Nossa Senhora de Belém da Póvoa de Varzim
- Capela do Senhor do Bonfim da Póvoa de Varzim
- Capela de São Sebastião (Póvoa de Varzim) (particular)

## Bairro Norte(São José)

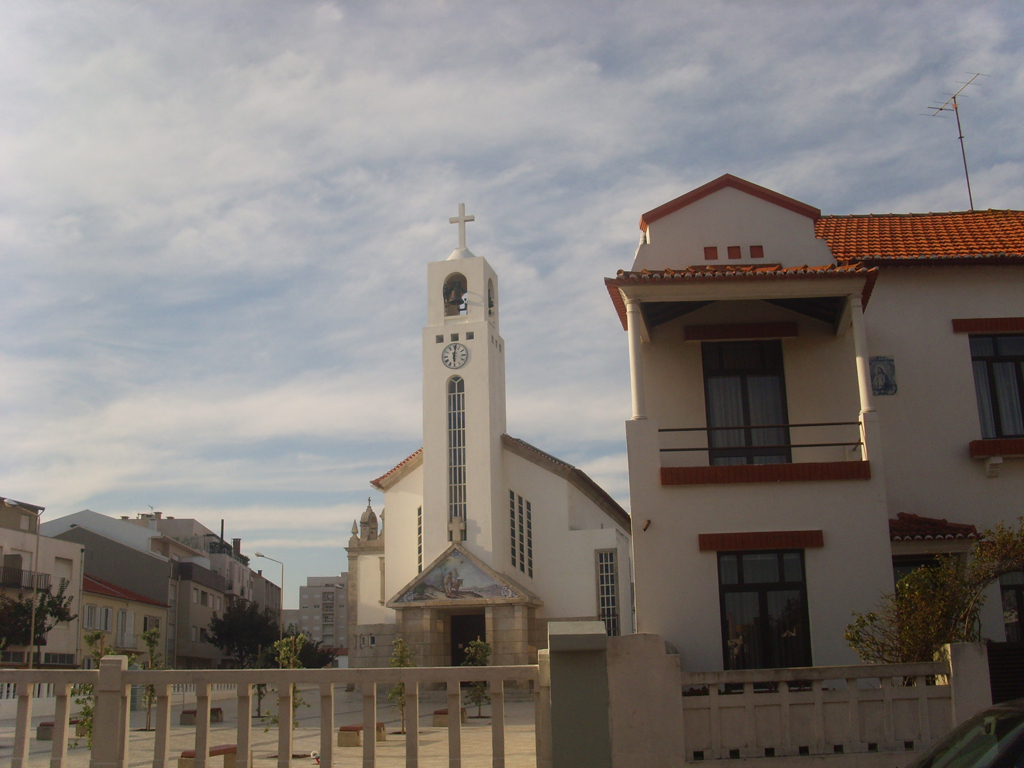
Capela do Desterro.

- Igreja Paroquial de São José de Ribamar da Póvoa de Varzim
- Capela de Nossa Senhora do Desterro
- Capela de São Roque e São Tiago

## Bairro Sul(Nossa Senhora da Lapa)
- Igreja Paroquial de Nossa Senhora da Lapa da Póvoa de Varzim
- Capela de Nossa Senhora da Conceição do Castelo / Fortaleza da Póvoa de Varzim

## Balazar(Santa Eulália)
- Igreja Paroquial de Santa Eulália de Balazar
- Capela da Santa Cruz de Balazar
- Capela de Nossa Senhora da Lapa da Quinta da Dona Benta (particular)

## Beiriz(Santa Eulália)
- Igreja paroquial de Santa Eulália de Beiriz
- Capela do Cemitério de Santa Eulália de Beiriz

## Estela(Nossa Senhora do Ó)
- Igreja paroquial de Nossa Senhora da Expectação da Estela (Senhora do ó)
- Capela de São Tomé da Estela

## Laundos(São Miguel)
- Igreja Paroquial de São Miguel de Laundos
- Santuário de Nossa Senhora da Saúde
- Capela de São Félix de Laundos
- Capelinha de Nossa Senhora da Saúde

## Navais(Divino Salvador)
- Igreja Paroquial de Divino Salvador de Navais
- Capela de Santo António de Navais

## Rates(São Pedro)
- Igreja Paroquial de São Pedro de Rates (ou Igreja Românica de São Pedro de Rates)
- Museu de São Pedro de Rates
- Capela de São António de Rates
- Capela de São Marcos de Rates
- Capela do Senhor da Praça de Rates
- Capela do Senhor dos Passos de Rates
- Capelinha de Santo António de Rates

## Terroso(Nossa Senhora das Candeias)
- Igreja Paroquial de Santa Maria de Terroso (Nossa Senhora das Candeias)
- Capela do divino Salvador de Terroso
- Capela de Santo António de Terroso
- Capela de São Lourenço de Terroso
- Nicho de Santo António de Terroso